# バータ靴博物館
バータ靴博物館（英:Bata Shoe Museum）はカナダ、オンタリオ州トロントにある履き物とカルセオロジー（英:Calceology 靴について研究する新しい分野）についての博物館である。この博物館はトロントの中心部、トロント大学セントジョージ（St. George）キャンパスの北西近くに位置している｡面積にして3665㎡（39450平方フィート）のこの建物はレイモンド・モリヤマ (Raymond Moriyama) を主任建築家としたモリヤマ & テシマアーキテクツ (Moriyama & Teshima Architects) によって設計された。

## 概要
博物館の所蔵品である履き物は元々はソニア・バータが1940年代半ばから個人的に収集していた品々である。1979年、バータは所蔵品を専門的に管理し、所蔵品を収容、保管、そして展示公開する博物館を設立しようと自分の財産を拠出してバータ靴博物館財団を作った。財団が所蔵品を初めて一般公開したのは1992年だったが、博物館が現在の恒久的な施設で開館したのは1995年5月6日のことだった。 
2018年現在、博物館の常設コレクションは4,500年前からの13,000足以上の靴およびその他関連アイテムとなっており、世界最大規模の履き物コレクションの所蔵を実現している。博物館の所蔵品は保管室で保管されているか、常設展示室で展示されているかのどちらかである。また博物館はかずかずの企画展や巡回展、そして社会活動プログラムも開催している。

## 歴史
博物館の所蔵品は、夫の会社である、義父トーマス・バータ創業のバタ (Bata) シューカンパニーの製品に興味を持った、ソニア・バータの個人的なコレクションに端を発している。ソニアは1946年に夫トーマス・ジュニア・バータと結婚し、それからカナダのトロントに移住後ほどなくして靴を収集し始めた。 バータ家は1940年代、トロントとアメリカ大陸での会社の事業拡大をはかるためにトロントへ移住した。1965年、会社の本社がチェコのズリーンからトロントに正式に移転された (本社はその後2002年にスイスのローザンヌに移転した)。
1970年代後半には、個人的な靴のコレクションは1500足にまで増え、会社の倉庫を圧迫するようになった。
友人の人類学者のすすめで、ソニア・バータは1979年に自分の財産を寄付してバータ靴博物館財団を設立した。
履き物に関する研究に資金を提供し、所蔵品を専門的に管理するための組織である。  この組織とバタ (Bata) カンパニーは同じ名前を冠しているが、財団は非営利団体として設立されているため、法的にはバタ (Bata) カンパニーと分離している。 ソニア・バータが公的資金を使った機関の設立に反対したため、財団は私的な資金による組織として運営されている。 財団 (後に博物館) は主にバータ家の個人的な資産から設立された信託から資金の提供を受けている。
設立以降、財団は所蔵品を保管し、履き物を展示し、カルセオロジーの研究センターを収容するための建物を探し始めた。 当初の案では、トロントのオンタリオ科学センターの近くやハーバーフロント周辺地区での建設が予定されていたが、どちらも却下された。 バータは最初ハーバーフロント地区での建設を希望していたが、抗議活動に直面した。 和解策として、トロント首都圏議会は博物館の名前から「バータ」を取ることを財団に提案したものの、ソニア・バータは断りハーバーフロント地区に博物館を建設する計画を諦めた。 所蔵品は1992年にトロントの複合商業施設コロネード (The Colonnade) で初めて一般公開された。  財団は所蔵品を保管するための博物館のデザインをモリヤマ & テシマ・アーキテクツに依頼し、博物館は1995年5月6日に開館した。 バータ家や財団は建設にかかった費用を明らかにしていないものの、推定で800万～1200万カナダドルといわれている。 
2006年1月、シカンダル・ジャーによって使用されていた宝石をちりばめたインドのマジョリ・スリッパが、金のアンクレットとトゥ・リングとともに博物館から盗まれた。 2006年当時で、スリッパの価値は約16万カナダドル、金のアンクレットの価値は4万5千カナダドル、トゥ・リングの価値は1万1千カナダドルであった。盗難にあった品々は数週間後に博物館によって回収された。

## 建物

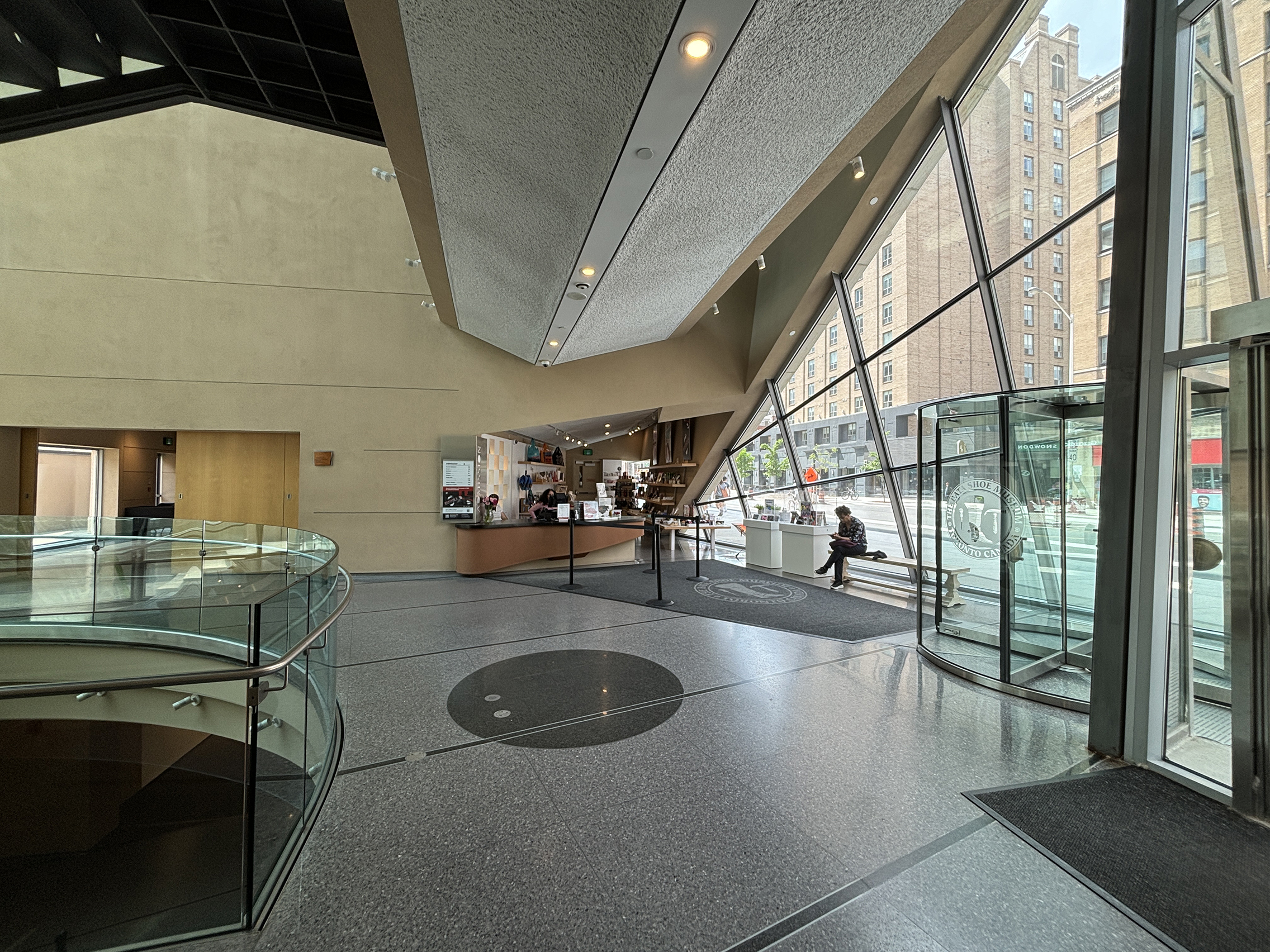
ライムストーン (石灰岩) で造られた建物正面から張り出すガラスの出入り口

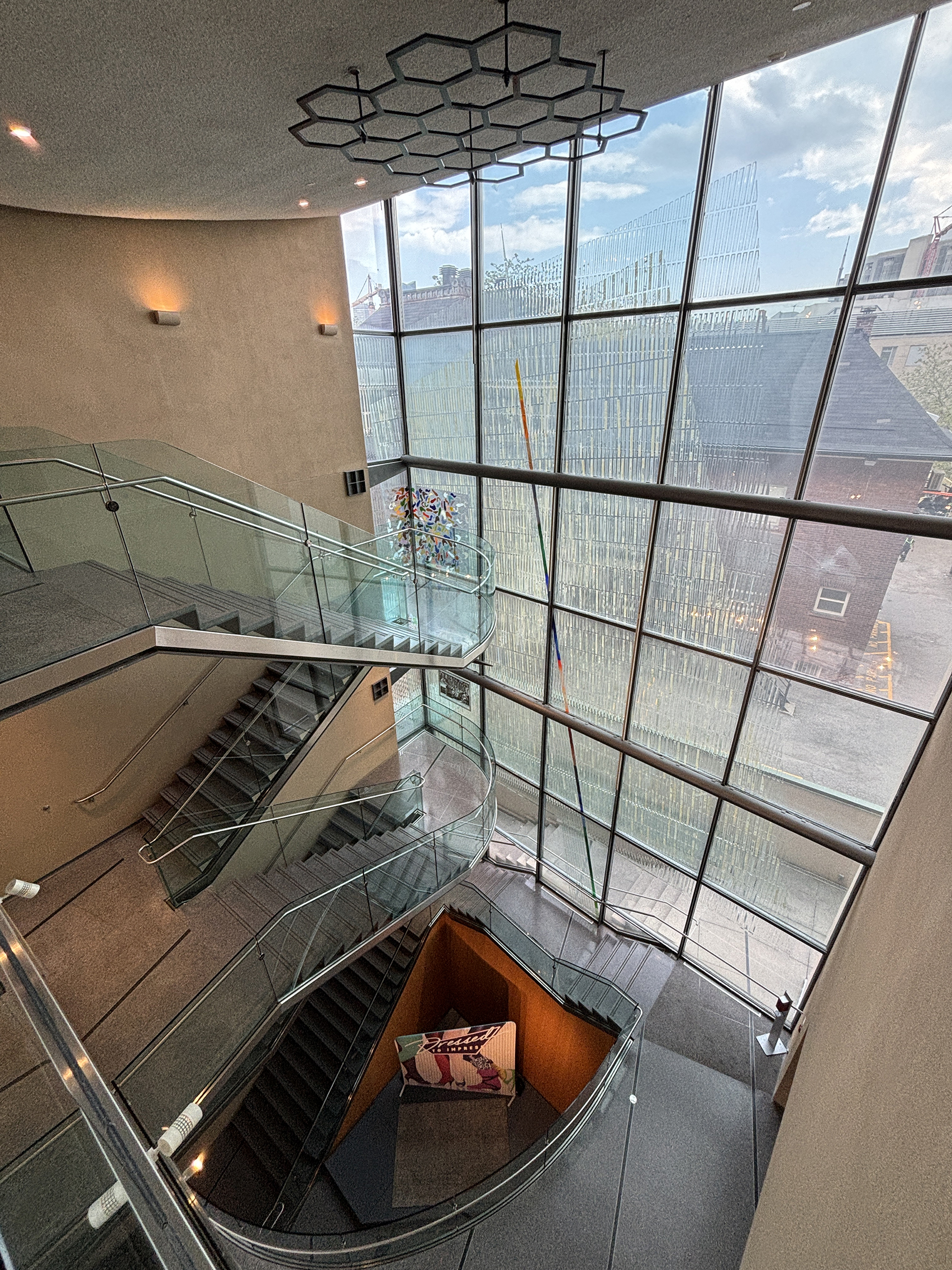
靴のような模様のステンドグラスパネルが中央階段の上の高さ12.8メートルに設置されている

博物館は広さ3,665平方メートルの建物にあり、セントジョージ通り (St.George
Street) と西ブロア通り (Bloor Street West) の南西角、トロント大学セントジョージキャンパスの北西角の近くに位置している。 博物館がこの土地に建つ前は同敷地をガソリンスタンドが利用していた。 最寄り駅はトロント市地下鉄 (Toronto subway) のセントジョージ駅 (St. George station) である。
3階建てのデコンストラクティヴィズム (脱構築主義) スタイルで建築された長方形の建物はレイモンド・モリヤマを主任建築家としたモリヤマ & テシマアーキテクツによって設計された。モリヤマが建物の外観を靴の箱のような形にしようと思いついたのは、1978年にバータ家で履き物のコレクションを収納・保管するために使われていた箱を見た時だった。 3階建ての建物の屋根は傾斜しており、靴の箱の上で少しだけ開いたフタに見えるように設計されている。 地元の区画規制により建物の高さが13.4メートル以下に制限されているため、建物は敷地を最大限に利用して建てられている。建物の外壁にはフランスのリヨンで採石された滑らかなライムストーン (石灰岩) が斜めに積み上げられており、ライムストーン造りの建物正面から突き出したガラスの壁が、エントランスとしての役割を果たしている。  また建物の外側には高さ13メートルのガラス窓も備わっている。
内部の構造は東から西に向かって3つのセクションに分かれ、5階建てとなっている。展示ホールの他に、建物内にはギフトショップ、レクチャーシアター、レセプションホールが併設されている。 博物館の下層階の床には暗い色調の木材が使われており、ひし形の寄せ木細工がトロンプ・ルイユ (だまし絵) となり、来館者の視線を自分の足元に引きつける効果がある。  建物のメインホールでひときわ目立つ中央の吹き抜け階段はドラ・デ・ペデリー＝ハントが鋳造したブロンズのメダリオンで華麗に装飾されており、上部の窓から光が差し込むように各階段の蹴り上げ (階段の段差部分) には円形のくりぬきが施されている。  
階段は地下2階を含め、合計5階建てとなっている。
靴を思わせる幾何学模様のステンドグラスパネルが中央階段上の高さ12.8メートルに鎮座している。 革張りのレセプションデスク (受付デスク) もまた、階段から見下ろした時に靴の形に見えるように設計されている。

## 展示
博物館には4つの展示ギャラリーがあり、常設展、企画展、残りは巡回展のために使われている。 現在博物館が行っている常設展は「All About Shoes: Footwear Through the Ages (靴についてのすべて～履き物の歴史～)」の1つだけで、残り3つのギャラリーは企画展の保管のために使われている。 博物館の常設展は建物東側の下層階で行われており、一方でテーマに特化した企画展は建物の2階と3階で行われている。 展示ギャラリーは「ニュートラルな空間」として設計されており、博物館が多種多様な展示を開催することを可能にしている。 繊細で壊れやすい展示品を扱うため、博物館の全てのギャラリーは厳格な環境管理の元に設計されており、ほとんど自然光が入らないようになっている。
建物内で開催されている実際の展示に加えて、博物館はオンライン展示も行っており、博物館の常設展「All About Shoes (靴についてのすべて)」もオンラインで観ることができる。 カナダバーチャルミュージアムでも博物館によって作成されたオンライン展示が公開されている。

### 常設展
博物館の常設展「All About Shoes (靴についてのすべて)」は、歴史を紐といて履き物を歴史的に探求しており、靴の社会的意義やさまざまな文化における靴の進歩に光を当てたインタラクティブ (参加型) な展示などを提供している。 また靴の製造技術の向上を深掘りした展示も特徴的で、過去から現代までの靴工房のミニチュア模型とともに解説テキストと動画が公開されている。

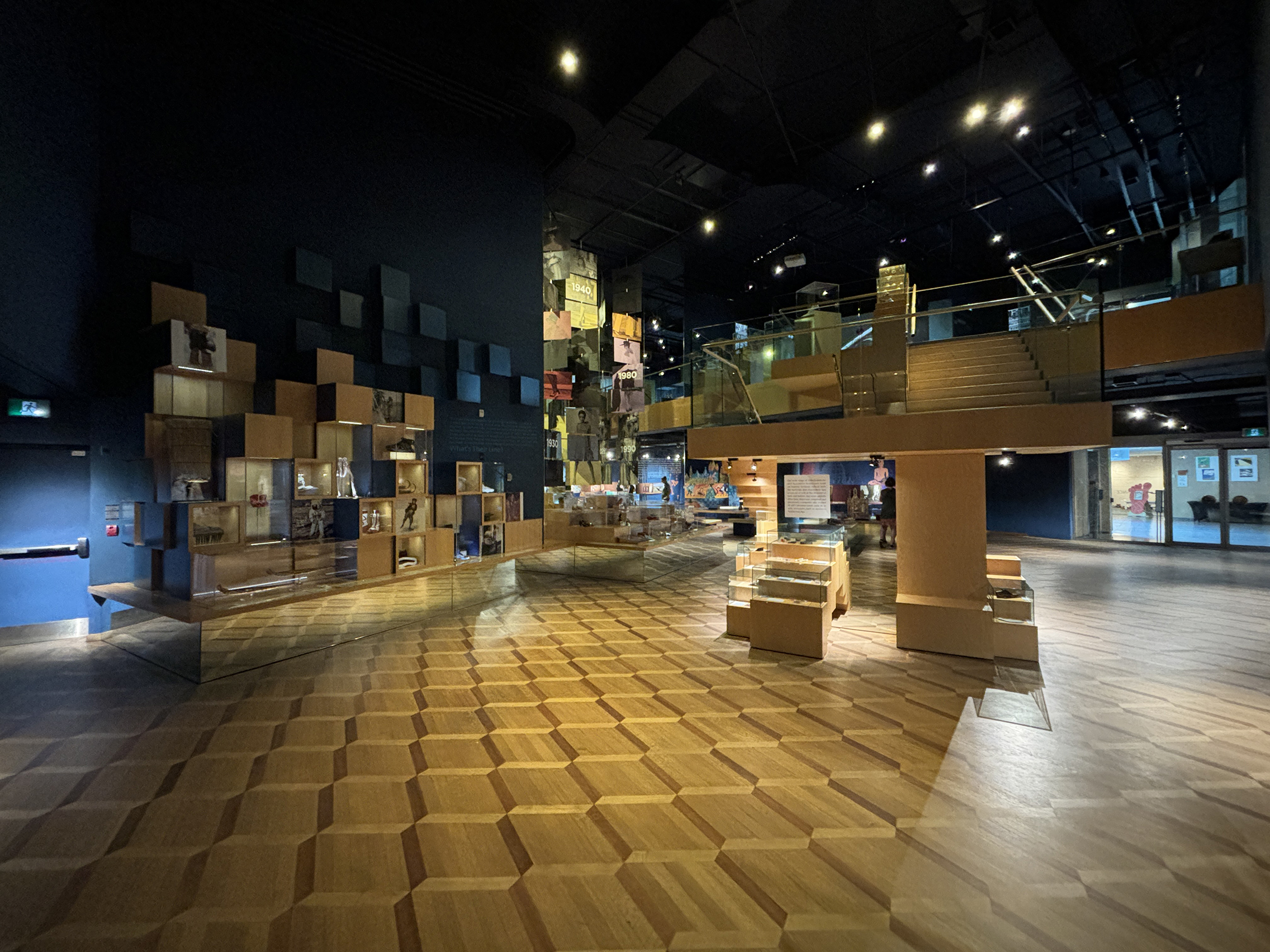
博物館の下層階では常設展 All About Shoes が開催されている

常設展は3つの要素「Behind the Scenes: A Glimpse into Artifact Storage (舞台裏～アーティファクト保管庫をのぞく～)」、「Fashion Afoot (流行の足跡をたどる)」、そして「What's Their Line (彼らの職業は何)」で構成されている。 展示テーマ「Fashion Afoot (流行の足跡をたどる)」では、20世紀のファッションシューズの発展と、履き物のメジャーなファッションアクセサリーとしての登場を掘り下げている。 展示テーマ「What's Their Line (彼らの職業は何)」では、フランスの栗砕き木靴 (chestnut-crushing clogs) や相撲取りの履く下駄など、ある目的のために特別に作られた履き物を詳しく紹介している。 展示テーマ「Behind the Scenes (舞台裏)」では、博物館が所蔵している靴やその他のアイテムをディスプレイ展示している。
展示はモントリオールを中心に活動するデザインファーム「デザイン・プラス・コミュニケーション株式会社 (Design+Communication Ltd.)」によって考案されている。展示では靴は来館者のすぐ間近に設置され、またその靴が過去どのように使われていたかが伝わるように当時の社会や暮らしを白黒写真で紹介する設計となっている。 　展示品の後ろには、その靴の当時の文化的な背景を想起させるために、より大きな建築物の写真も飾られている。   コレクションを劣化から守るために、展示の照明は低く抑えられている。 ほとんどの靴は基本的にブロンド色のメープルウッド材で作られた低い台座にディスプレイされている。 
通常の常設展で展示されているなかで最も小さな靴は纏足をした女性のために作られた7.6cmの中国の靴である。  さらに目立つ展示の1つとしてラエトリ遺跡の人類最初の足跡の石膏型も公開されている。タンザニアで発見された370万年前の足跡から作られたものである。

### 企画展

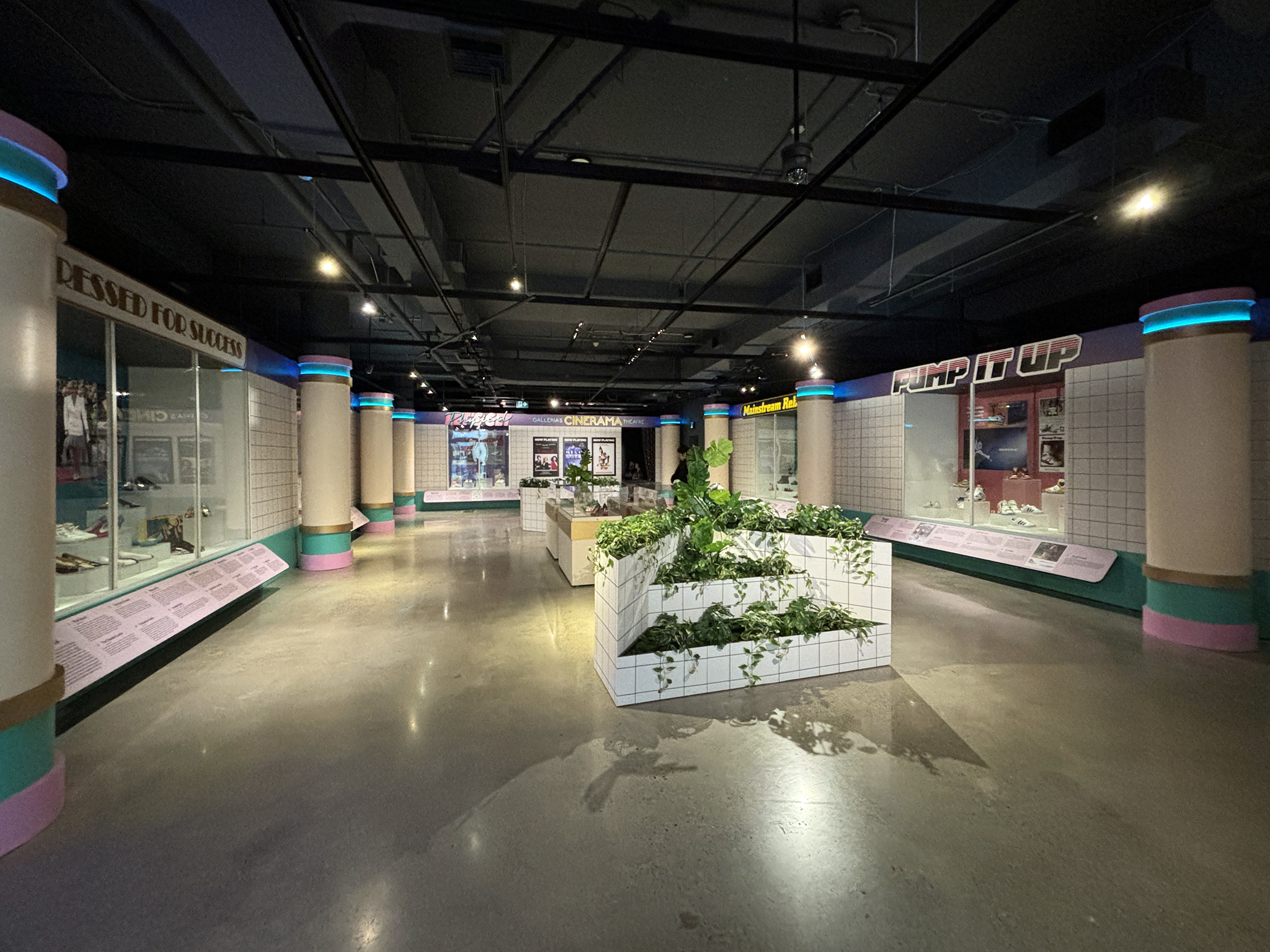
2024年前半に開催された「Dressed to Impress Footwear and consumerism in the 1980s (履き物を目立たせる装いと80年代の消費主義)」

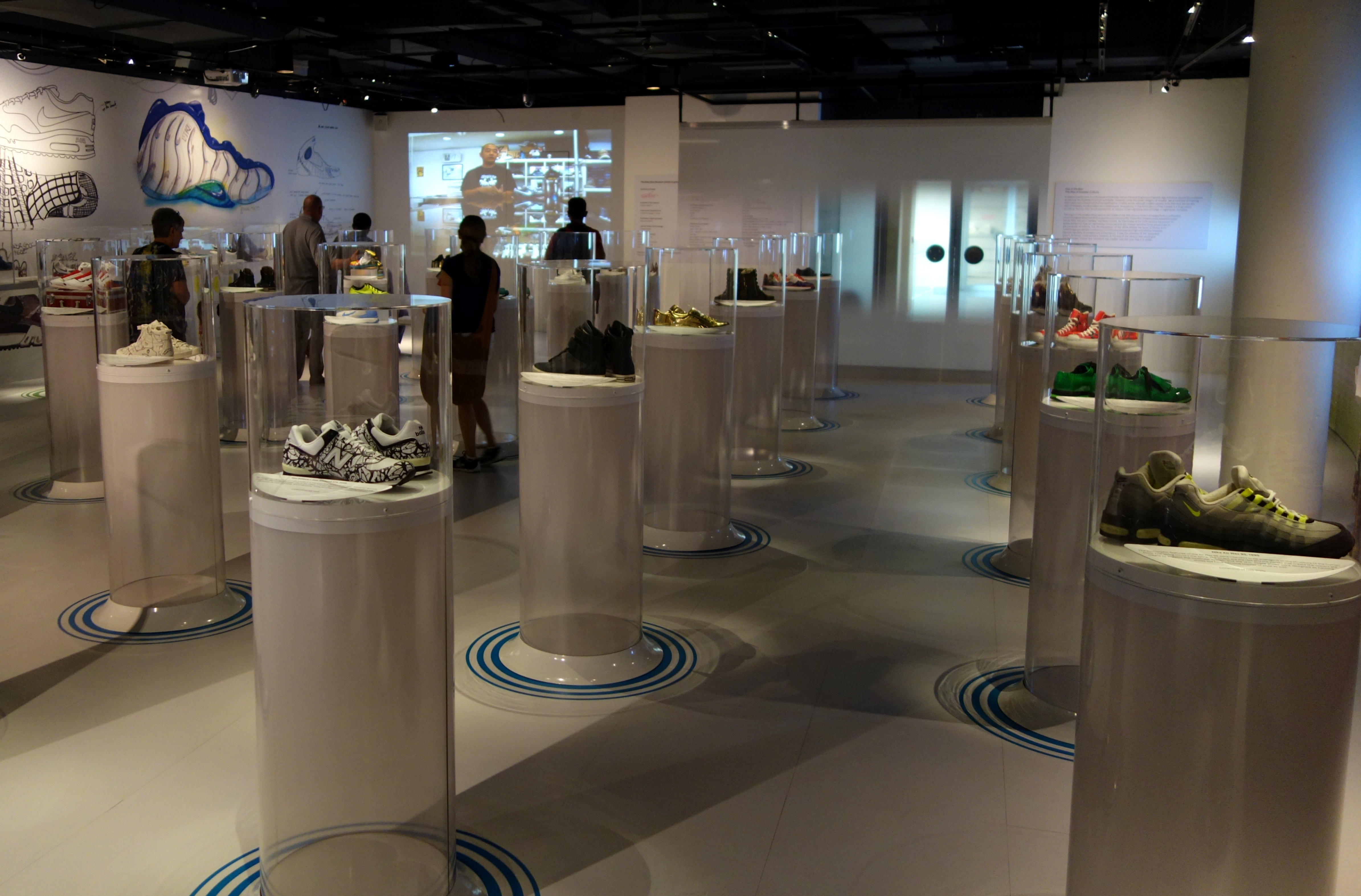
2013年に展示ギャラリーの1つで開催された巡回展「Out of the Box (箱の外側)」用の展示

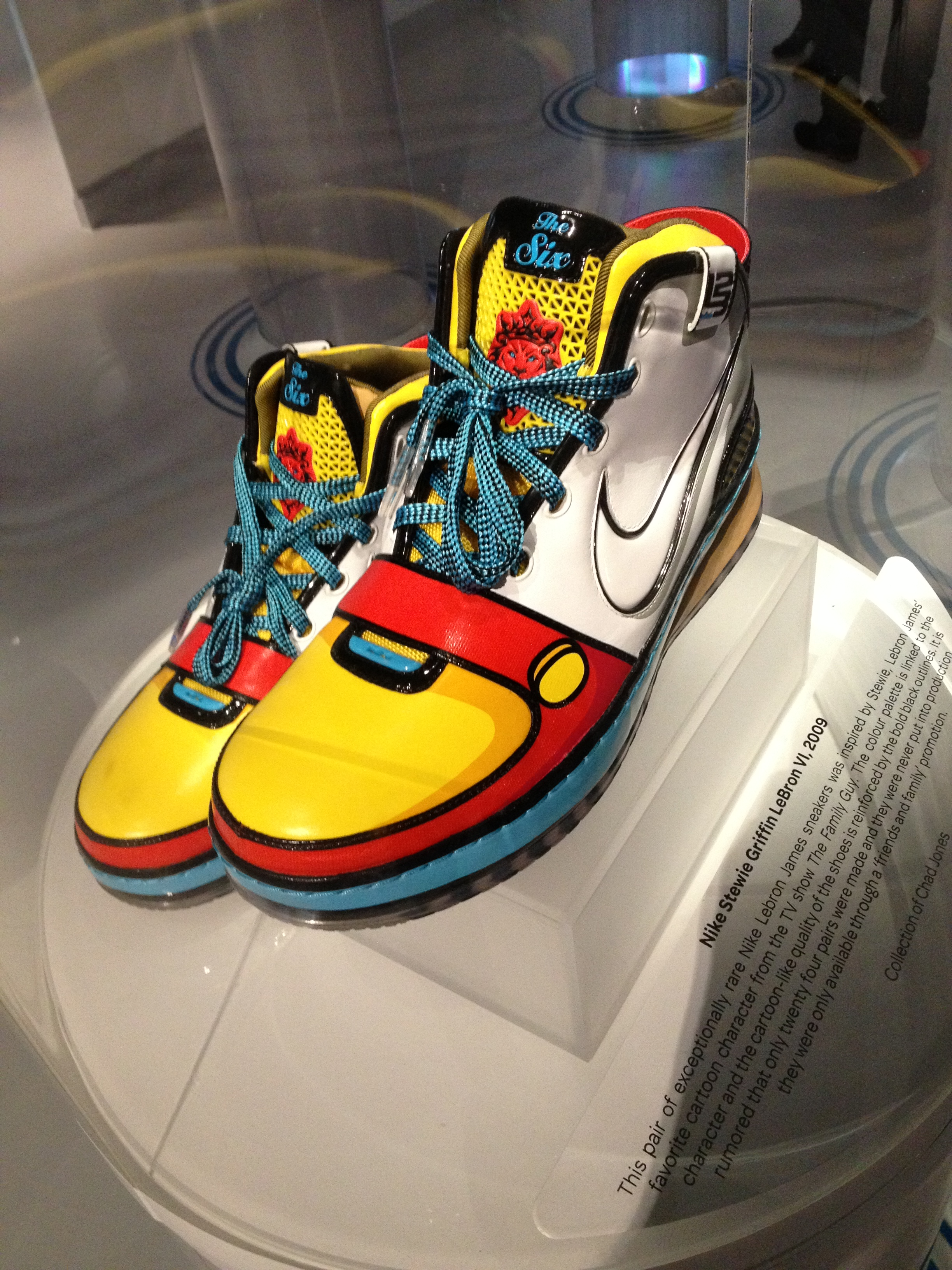
ナイキスニーカーのレブロン6ステューウィー・グリフィン。巡回展「Out of the Box: The Rise of Sneaker Culture (箱の外側～スニーカー文化の台頭～)」用の展示

博物館は数々の企画展と巡回展をその他展示ギャラリーで企画・開催してきた。博物館は最初の3つの企画展を1995年5月に開催した。  その中の1つ「The Gentle Step (優しい一歩)」では、19世紀の女性の社会的地位の変化に焦点を当てて、彼女たちの履き物の進化を振り返った。「One, Two, Buckle My Shoe, (いち、にい、わたしの靴の留金を締めて)」は文学作品の中での履き物に焦点を当てた展示だった。また「Inuit Boots: A Woman's Art, (イヌイットブーツ～女性の芸術～)」ではイヌイットのマクラクづくりに焦点を当てていた。 博物館で過去に開催された企画展の例は下記の通りである。
Template:Col div
- Inuit Boots: A Women's Art (1995–1996)
- One, Two, Buckle My Shoe: Illustrations from Contemporary Children's Books about Shoes (1995–1996)
- The Gentle Step – The Ladies Realm of Fashion 1800–1900 (1995–1997)
- Shoe Dreams: Designs by Andrea Pfister (1996–1997)
- Tradition and Innovation: Northern Athapaskan Footwear (1996–1997)
- Dance! – Minuet to Disco (1997–1999)
- Loose Tongues and Lost Soles: Shoes in Cartoon and Caricature (1997)
- Dance! (1997–1999)
- Footwear Fantasia: Shoe Sculptures by Garry Greenwood (1997)
- The Taming of the Shoe: From Attic to Exhibition (1997–1998)
- Spirit of Siberia (1997–1998)
- Little Feats: A Celebration of Children's Shoes (1998–1999)
- Footsteps on the Sacred Earth: Southwestern Native Footwear (1998–1999)
- Japanese Footgear: Walking the Path of Innovation (1999–2000)
- Herbert and Beth Levine: An American Pair (1999–1999)
- Paduka: Feet and Footwear in the Indian Tradition (1999–2000)
- Every Step a Lotus: Shoes in the Lives of Chinese Women from Late Imperial China (2001)
- Heights of Fashion: A History of the Elevated Foot (2001)
- The Perfect Pair: Wedding Shoe Stories (2002–2004)
- Paths Across the Plains: Native Footwear of the Great Plains (2004–2005)
- Icons of Elegance: Influential Shoe Designers of the 20th century (2005–2007)
- Watched by Heaven, Tied to Earth: Summoning Animal Protection for Chinese Children (2006–2007)
- The Charm of Rococo: Femininity and Footwear of the 18th century (2006–2008)
- On Pointe: The Rise of the Ballet Shoe (2008–2009)
- Beauty, Identity, Pride: Native North American Footwear (2009)
- On a Pedestal: From Renaissance Chopines to Baroque Heels (2009–2010)
- Socks: Between You and Your Shoes (2010)
- Art in Shoes/Shoes in Art (2010)
- The Roaring 20's: Hemlines, Heels and High Hopes (2011)
- Roger Vivier: Process to Perfection (2012)
- Collected in the Field: Shoemaking Traditions from Around the World (2013)
- Out of the Box: The Rise of Sneaker Culture (2013)
- Fashion Victims: The Pleasures and Perils of 19th Century Dress (2014)
- Standing Tall: The Curious History of Men in Heels (2015)
- Manolo Blahnik: The Art of Shoes (2018)
- WANT: Desire, Design and Depression Era Footwear (2018)
- The Gold Standard: Glittering Footwear From Around the Globe (2021)
- Art & Innovation: Traditional Arctic Footwear from the Bata Shoe Museum Collection (2021)
- All Dolled Up: Fashioning Cultural Expectations (2022)
- The Great Divide: Footwear in the Age of Enlightenment (2022)
- Future Now: Virtual Sneakers to Cutting-Edge Kicks  (2023)
- Obsessed: How Shoes Became Objects of Desire (2023)
- In Bloom: Flowers & Footwear (2023)
- Dressed to Impress: Footwear and Consumerism in the 1980s (On view starting November 1, 2023)Template:Col div end

## 常設コレクション

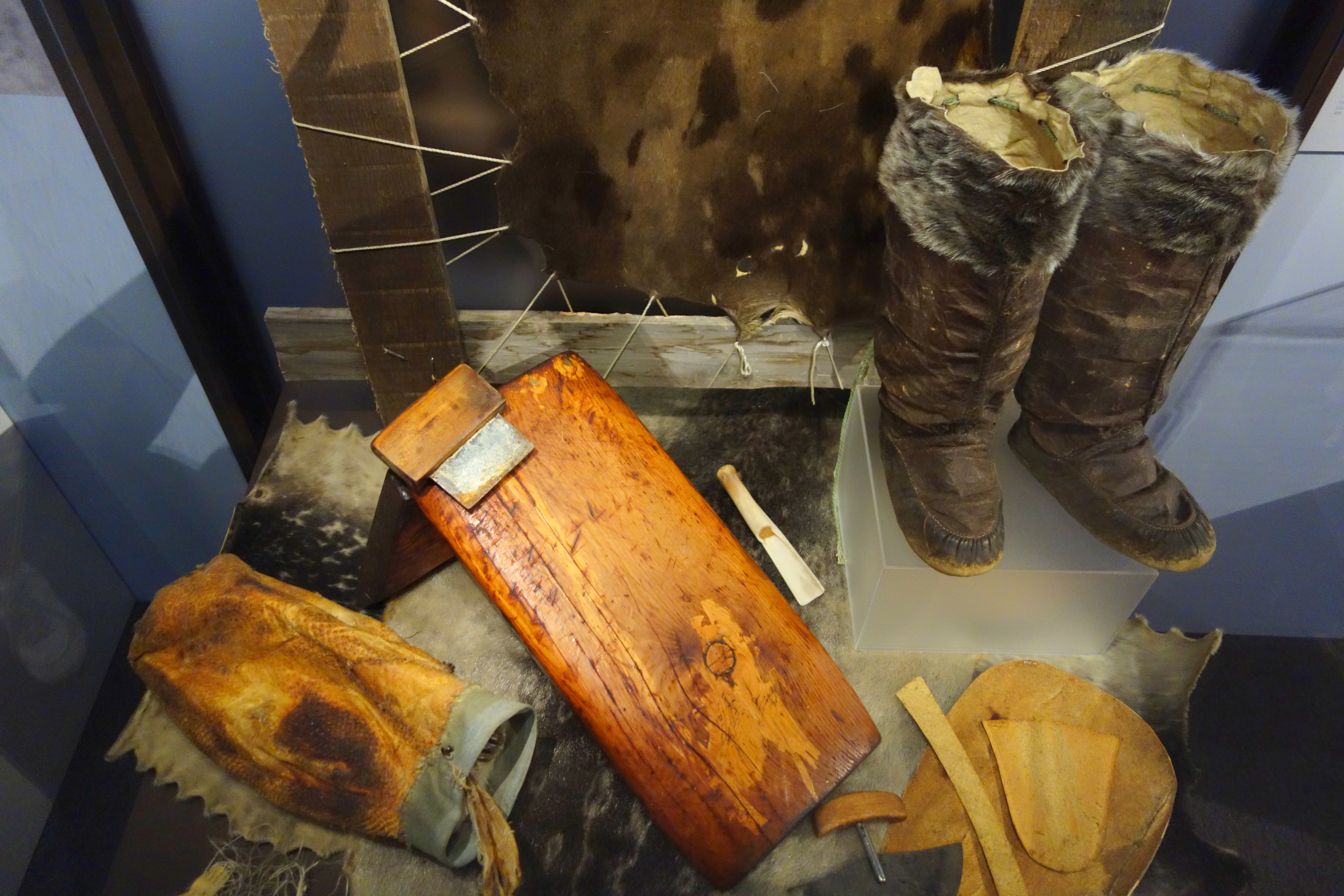
展示中のイヌイットのアザラシ皮のブーツと靴作りの道具

2018年4月現在、博物館の常設コレクションは4500年昔から時代をさかのぼった1万3千足以上の靴と関連アイテムを含む。
施設が公開している世界最大の、包括的なコレクションの数々は全てが履き物、靴にまつわるものとなっている。
コレクションは元々、靴作り技術の参考のためにバータ家で「仕事用コレクション」として使うためのものだった。 地元の市場で手に入れて集めた靴の技術やデザインは伝統的なスタイルを真似るために使われた。 しかし、その後コレクションは歴史的人類学的な範囲に広がっていった。バータ家の靴工場が地元の履き物を一新していくなか、ソニア・バータは古くからの靴を記録し保存しておこうと地元住民から靴を集め始めたためである。現在、博物館はコレクションアイテムをオークション、他の収集家からの寄贈、フィールドワーク、または非公開の供給元 (プライベートベンダー) から手に入れている。 博物館は靴を保存するが修復は行わず、進行していく劣化は防止するが、履き古した形跡を消したり失くなったパーツを取りかえたりはしない方針である。 履き古した靴に素晴らしい文化的価値があると考える博物館の哲学の一部は 「博物館は手に入れた古かったり、激しく損傷した品々を修復せず、代わりに現在の状態を保ち、今後の劣化を防ぐように取り扱う」というものである。
コレクションはアフリカ、中国、インド、日本、韓国、ラテンアメリカ、中東、北米先住民、北極南極などのいくつかの文化と地理的地域に区別されている。 ファースト・ネーション (イヌイットとメティ以外のカナダの先住民族)、そしてカナダ北方地域から集めた履き物が博物館のコレクションの大半を構成している。 おおよそ4パーセントの博物館のコレクションがディスプレイ展示されており、残りは保管されている。保管されているアイテムは2つある地下貯蔵庫のうちの1つに置かれている。 地下貯蔵庫に加えて、博物館はいくつかの「保管アイテム」をキューブ型ケースに納めて博物館の一般公開エリアに設置しており、「見せる収納」としての役割を果たしている。

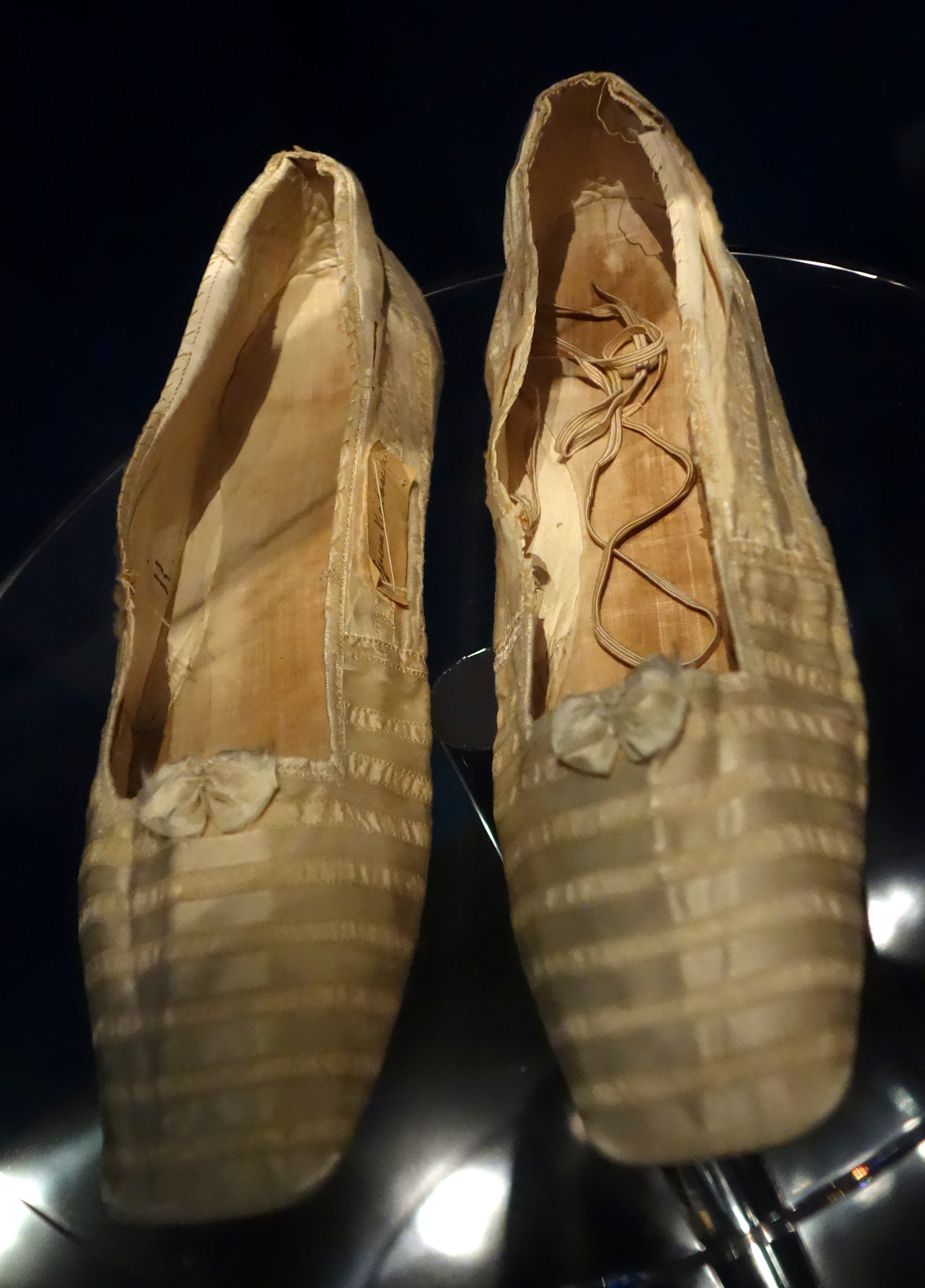
ディスプレイ展示中のヴィクトリア女王が履いたシルクサテンの靴

博物館にあるヨーロッパ最古の履き物は一足のサンダルで、アルプスチロル地方のとある羊飼いが履いていた約5200年前のものである。 博物館にあるアメリカ最古の靴はアナサジが作ったと信じられているユッカの繊維で作ったものである。 博物館は著名人が履いた靴のコレクションも所有しており、以下のような人物が含まれている。 ピアース・ブロスナン、ロジャー・フェデラー、テリー・フォックス、エルトン・ジョン、カレン・ケイン、ジョン・レノン、マドンナ, マリリン・モンロー、ナポレオン、エルヴィス・プレスリー、ロバート・レッドフォード、エリザベス・テイラー、ピエール・トルドー、そしてヴィクトリア女王である。

## 研究とプログラム
バータ靴博物館は文化や社会生活のなかで履き物が果たす役割についての研究を実施、支援している。 バータ靴博物館財団は履き物を収集してリサーチする現地調査に資金提供しており、アジア、ヨーロッパ、そして北極・南極地域や急速に伝統的な生活が変化していく文化に出かけている。また財団は学術的な出版物も刊行している。博物館はカナダ博物館協会、カナダ文化遺産情報ネットワーク、北米博物館協定 (NARM)、オンタリオ美術館協会、そしてカナダ・バーチャルミュージアムと連携している。 
博物館は民族文化にフォーカスしたり、コミュニティ・パートナーと協力するなどした講演会、催し物、社交の夕べを頻繁に開催している。イベントでは履き物が作られた裏側にある個人的な人間関係や文化的な背景に光を当てることがよくある。 毎年11月に開催される年次講演会「創設者の講演」は、文化と社会の融合に取り組む国際的に有名な一流の思想家を招いた公開イベントである。また博物館は世界中の靴職人を招いて靴作り技術を一般公開し、ローカルな靴作りの形が失われていく状況に対抗している。

### 社会活動 (アウトリーチ)
2018年現在、9千人近くの学生が校外学習で博物館を訪れている。博物館はテーマを設けた家族向けアクティビティを行っている。博物館は毎年ワールド・カインドネス・デー (世界やさしさの日) をスタート日として「Warm the Sole Sock Drive (足に温もりを ソックスドライブ)」募金活動を行っており、靴下を集めて地元の慈善団体に寄付している。また博物館は、モントリオール銀行の助成金を受けた「ステップ・アヘッド」プログラムを運営しており、 さまざまな事情で成績不良 (アットリスク) にある子供達が博物館のインタラクティブ (参加型) カリキュラムを基本としたプログラムを無料で利用できるよう提供している。2018年現在、1,800人の青少年が「ステップ・アヘッド」プログラムを通じて博物館の施設を利用した。

## 紋章
1995年5月6日、バータ靴博物館財団の紋章は「カナダの紋章、旗および記章の公式登録 (en:Public Register of Arms, Flags and Badges of Canada)」へ正式に登録されている。紋章は財団のオフィシャルカラー青色と金色を用いており、ほとんどのサンダルについている鼻緒に当たる位置に沿って三角形部分を配置している。 紋章に描かれたブーツは全ての履き物を表現しており、一方で2つの鍵はカナダの紋章で博物館によく使われるシンボルである。 紋章のクレスト (とさか部分) は動物の皮と、それをなめすナイフであり、靴作りに使われる2つの材料を表している。
博物館のモットー「ワンステップ・アット・ア・タイム (一歩ずつ)」 (ラテン語:Per Saecula Gradatim) は博物館の紋章に描かれている。このモットーはソニア・バータに依頼されたカナダ人作家のロバートソン・デイビスが提案したものである。 この言葉には複数の意味があり、組織とコレクションの発展、履き物の研究の発展、そして歩くことそのものを表している。